# 彭明敏
彭明敏（1923年8月15日—2022年4月8日），臺灣臺中人，出生於臺中大甲，國際法權威，國立臺灣大學退休教授，也是最具代表性的臺灣獨立運動領袖之一。
彭明敏為法國巴黎大學博士。曾任最年輕的臺大政治系主任、中華民國駐聯合國代表團顧問、1963年當選首屆十大傑出青年。1964年與謝聰敏和魏廷朝共同起草著名的「台灣自救運動宣言」，也因此宣言而被國民黨政府判刑八年，並於1970年在特務的監視下逃離臺灣、抵達瑞典，在海外流亡了二十餘年。1992年臺灣民主化後返臺。
在1996年彭明敏代表民主進步黨參選1996年中華民國總統選舉。由於彭明敏在臺獨運動中的代表性地位，很多人稱他為「臺獨教父」。

## 早年生平

### 家族背景
彭明敏從其高祖父輩自福建泉州遷到台灣，定居土庫。高祖父彭慶一族，於清嘉慶年間渡台。有一子一女，分別為彭根（1835－1884）與彭受。彭根於1867年始參與教會活動，並在1871年經李庥牧師同意，擔任阿猴教會首任傳道師。彭明敏為來臺第五代。彭明敏曾回憶祖父晚年喜歡草擬家譜自娛，但沒興趣追尋海峽對岸的家族淵源。只知父系祖先源自福建，雖然在臺彭姓幾乎是客家人，但他的家族不是客家人。:111865年，台灣基督長老教會開始在臺灣傳教，彭明敏的曾祖父據傳是早期皈依基督教的人。:13
彭明敏的祖父彭吉生（1861－1945），字士藏，年輕時受僱於巴克禮牧師為廚子，:13後亦成為傳教師。成為臺灣人基督圈中虔誠活躍的領導人，但似乎沒有正式受封牧師。:131895年，日本統治臺灣時，彭吉生已在為長老教會服務。隨著民政長官後藤新平在臺設立臺灣總督府醫學校，彭吉生便鼓勵第三個兒子彭清靠到臺北進入醫學校。:16-17

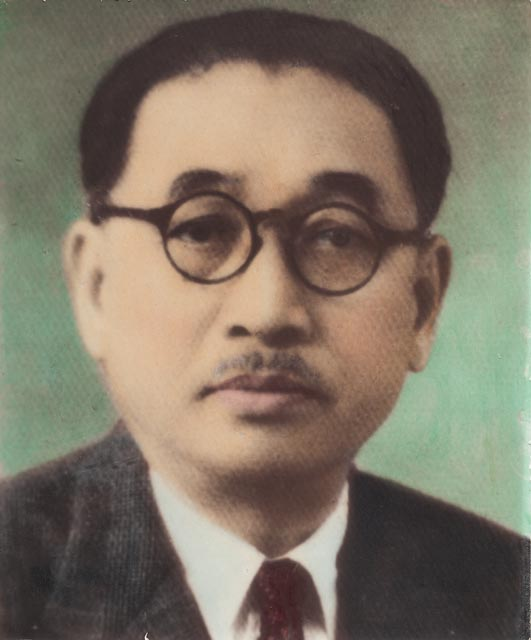
高雄市參議會第一任議長彭清靠醫師

彭清靠在醫學校期間，在淡水及臺北認識長老會教會圈的教友，包括彭明敏的母親陳金英。據彭明敏在自傳所述，陳金英當時是淡水加拿大教會女學校的學生，家族定居在八堵，馬偕醫師來臺設立淡水教會後就成為基督徒。陳金英的父母是釀造米酒的商人。:17陳金英的兄弟陳溪圳為長老教會牧師，曾任馬偕醫院董事長及臺灣北部長老教會大會議長，陳金英之妹陳金枝嫁給醫師郭天恩，長女即是郭婉容。:333
彭清靠畢業後，在臺北馬偕醫院實習兩年，在此時結婚。:18後來到台中大甲開設診所，行医达18年，并拥有了以当时计量约合40甲以上的田产。:18-19
大正十二年（1923年）8月15日，彭明敏出生於大甲，是三個兄弟及一個姊妹中最小的一個。:19

### 求學時期
彭明敏五歲時，父親曾帶他到中國大陆。彭明敏印像中的上海市非常冷，也記得南京市中山陵的階梯。當時由彭清靠的朋友黃朝琴帶他們遊覽南京城。:20當彭明敏的兄姐到了就學年齡時，彭清靠在臺北美國領事館附近租了日式房子，母親與小孩住在一起，彭清靠則盡可能北上團聚。:20讀完一年幼稚園後，彭明敏通過考試於昭和四年（1929年）進入建成小學，與兄姐一起上學。期間曾轉入大甲的日人小學，彭明敏相信他是200人學生中唯一的臺灣小孩。兩年後，彭清靠決定停止診所，到日本內地進修。:22彭明敏轉入北蒲小學。在日本時期，彭明敏已成為標準的棒球迷，當貝比魯斯訪問日本時，彭明敏曾大膽寫信給他。並得到一張親筆簽名作為珍藏。:23後來彭明敏為了準備逃亡將其燒毀。:57
昭和十年（1935年），彭明敏與父親回到臺灣，彭清靠在高雄開設醫院，十二歲的彭明敏進入當地日人小學的五年級。彭明敏不喜歡毛筆與圖畫課，熱衷於棒球，成為二壘手。彭明敏回憶「我雖然是一個糟糕的打擊手，卻是極佳的二壘手」，並成為學校棒球隊選手，贏得全市冠軍。:23
昭和十一年（1936年），彭明敏進入高雄中學就讀時，有四分之一的同學是臺灣人。:24彭明敏回憶進入中學後不久，校長就換成以紀律嚴格聞名的典型極端愛國主義者（當時校長是本田喜八）。昭和十二年（1937年）盧溝橋事件爆發後，狂熱的校長和軍訓教官反覆對學生講述中國人的懦弱與落後、日本人的英勇和日本為中國所作的自我犧牲。學校的教師也一個一個上前線，學生參加提燈遊行，慶祝皇軍在中國得無數勝利。唯父親仍廣泛閱讀包括中國的戰事。當時中學是五年制，第四年結束後，學生有權參加高等學校入學考試，然而須經校長同意。但是校長拒絕彭明敏的申請，當彭清靠向他提醒學生有權這樣做，校長卻要求彭明敏辦理退學，為此彭明敏辦理退學。:24-26
彭明敏先到東京，住在姊姊彭淑媛家，當時彭淑媛已醫校畢業，嫁給一個臺灣商人。彭明敏到仙台參加第二高等學校入學考試卻落第，最後於昭和十四年（1939年）轉入接受他轉入的兵庫縣的關西學院就讀，畢業後，彭明敏於昭和十五年（1940年）同時考取慶應大學經濟科與第三高等學校預科。最後彭明敏選擇進入自由風氣的第三高等學校，住在京都的銀閣寺附近。:28-29彭明敏在三高密集學習歷史、文學和哲學，並學習第二外文法文，每星期四小時文法、五小時閱讀和三小時會話。:30當時他沉迷於法國的自由思想之中，並且有意攻讀法國文學，彭明敏極欣賞安那托爾·佛朗士和勒梅特爾，並受雷南的作品影響政治思想。彭明敏在三高時期就對軍訓及服兵役十分厭惡，最後一年乾脆不報到參加長期野外操演，為此曾導致校方辯論是否讓他畢業，最後他的主任教授為他辯護，使他能夠畢業。:32當時彭明敏與一位京都帝國大學經濟科的學生在同一所房子寄宿，12月某天，這位學生從樓上衝下來，大叫「東條這個傻瓜！他作了最糟糕的事。這樣，一切都完了」他剛聽到廣播，說日本攻擊珍珠港獲得大勝利。從那天起，學校內充滿絕望，與校外馬路上的提燈遊行和慶祝活動形成對比。:32
大日本帝國自對美國宣戰後，初期贏得一個接一個勝利。然而在昭和十七年（1942年）美軍空襲東京後受挫，各地戰場也不樂觀，日本政府遂決定全國總動員。政府宣布高等學校理科照常上課，文科課程則縮短六個月。彭明敏必須在1942年夏天考入大學，否則面臨服兵役。:34彭明敏雖沉迷法國文學，但父母勸說為了前途，應去學醫。法國文學無論在日本或臺灣都無法謀生，最終彭明敏折衷放棄主修法文，投考東京帝國大學政治科，將來可當官僚或律師，父母最後接受他的意願。:34

### 戰時與失去手臂
東京帝國大學時期，彭明敏同學包括成長於臺灣而於日後擔任國際法院副院長的小田滋。東京帝大開學不久，大學文科學生緩役的制度，忽然被取消了。彭明敏周遭的年輕人開始從校園消失。由於彭是殖民地學生，在法律上不必服役，但有權當志願兵。受「邀請」的姓名在東大被公佈出來，彭明敏的名字也在其中。:35與長崎的大哥討論後，彭明敏決定不志願服役，繼續上課。彭的名字仍舊貼在公告版，成為唯一未志願入伍的。彭明敏開始害怕後果，連上課都不敢去了。所幸日本的大學上課是不點名的，然而東京也物質匱乏、黑市興盛。:35
1943年與1944年，日軍戰況每況愈下，彭明敏離開東京到松本，堂弟彭明雄在那讀高等學校。六個月後，隨著經濟拮据。彭明敏與大哥一家人同意跟他們一起生活，靜待時局演變。:36當時大哥在長崎的漁村為石負責公立診所。4月到長崎，彭明敏前往長兄所在漁村；而在前往的途中，他所搭乘的船隻受到美軍轟炸，他因而失去左臂（后来终生装上义臂）。當時，是被哥哥的同學、眼科醫師楊友香發現，緊急送往長崎醫大附屬醫院治療，由醫師古屋野宏平操刀截肢，美濃出身的醫師陳新賜負責縫合與後續觀察，有四位長崎醫大的台灣留學生捐O型血。

在彭明敏於長崎長兄家療傷之時，彭明敏目睹了8月9日美軍對長崎投擲原子彈的歷史事件。
原子彈爆炸的後果，實在難以描寫。有些水泥建築物仍屹立著，但是，裡面所有木料和其他易燃物都在頃刻間化為烏有。據說在學校教室內，從整齊排列的白灰燼所在可以看出在死亡瞬間正坐在書桌旁的每一個學生。熱度竟有那樣強烈。大部分的醫科學生都罹難，其中包括四位曾經慷慨輸血給我的台灣留學生。他們有用的生命被消滅，我卻仍活著，這真是悲劇的命運。——彭明敏，《自由的滋味》

### 戰後經歷與二二八事件
日本投降後，彭家決定回到台灣，當時許多臺灣人決定留下來。如果願意大哥也可在日本繼續行醫，當時他們一家六口是為石村唯一的臺灣人家庭。:48日本投降一個月，彭明敏目睹了美軍來到村落，日本人對美軍觀感從一個極端到另一個極端，大家所預期的「鬼畜」美軍原來是極友善且樂於助人，有一晚村裡的卡車在山路拋錨，路過的美軍吉普車除了以車燈照亮現場，並協助日人司機修妥，獲得司機及乘客感激。:48-491945年12月下旬，彭明敏回到家接獲通知立刻回臺灣，彭明敏與大哥一家人趕往長崎車站，搭火車到佐世保港，由那裡搭船回基隆。在港口隨船搖擺一星期後，終於啟航。1946年1月2日黃昏，彭明敏抵達基隆。:50
下了船後，彭明敏一行人在碼頭雇了人力車，向父親的朋友邱醫師家出發。沿途看到一群穿著襤褸制服的骯髒人們，車伕以鄙視及厭惡的口吻說明他們是中國兵。:51在邱醫師家，彭明敏得知自1945年8月15日到10月日人繼續掌理行政時，街道跟公用設施恢復有相當進展。然而自中國人接收後，公用設施逐漸停頓。自中國來的行政人員既無能又腐敗，以拉壯丁抓來的「國軍」無異於竊賊，他們一下了船就成為一群流氓。:51隔天，彭明敏就體驗中國國民黨接管後臺灣遭受的改變：戰前日本政府在高雄與基隆之間每日維持十二至十四次準確的火車班次，戰時對火車並無太多破壞。:51然而在中國人經營之下，每日只剩一班火車聯繫。破了的窗口吹入正月的冷風，座椅的絨布已被割破，可以明顯看出車廂已有好幾個星期沒有清掃過。彭明敏發現這就是「中國的臺灣」，不是熟悉的「日本的臺灣」，他們一生沒有看過這麼骯髒混亂的火車。:52
抵達高雄後，從父親中得知從大陸來的無知軍人看到水龍頭流水就直接從水電行買來往壁上的洞一塞，以為水會流出來、一個軍人到理髮店理髮，理髮師拿起電動吹髮器軍人就立刻舉起雙手，臉色蒼白害怕得發抖，以為理髮師拿的是手槍。:55-56彭清靠的診所掛著「婦產科醫院」，但常有中國兵堅持要彭清靠給他們治療性病，或帶來奇怪而無法辨認的藥品，要彭清靠給他們注射，他們相信注射可以治癒百病。每星期都有許多類似行徑或大規模竊盜的新事例。:56
1946年夏天，國民政府承認日本各帝國大學學生之學歷，宣布由帝國大學回到臺灣的學生，可不經考試進入國立臺灣大學。彭明敏來到臺北，與三十幾個合於條件的學生討論此事。並拜訪校方，校方同意文科學生入學，向中國大陸聘請教職員到臺大服務。學生也主動尋找教師，依照教育部規定分配鐘點，安排課表。在兩年內完成四年課業。
而在這一段期間，彭明敏經歷了二二八事件，但是二二八事件對於彭明敏父親彭清靠的影響則更為重大；當時高雄市參議會第一任議長彭清靠參加高雄市的二二八事件處理委員會，而這時彭孟緝的軍隊進入高雄市，對於處理委員會參與者進行殘殺，對彭清靠造成以下的影響：
委員會決定要求高雄要塞司令彭孟緝，禁止他的士兵再繼續射擊市民或威脅委員會。他的巡邏隊每看到台灣人集合在一起，便隨意射殺。父親率領的代表團是要前往要求彭孟緝撤退那些巡邏隊，而在地方領導者應陳儀要求而集會討論改革建議期間，將軍隊暫留住軍營內，不准外出。
高雄要塞司令部設立在一個能俯視全市和港口的山上。當我的父親和其他代表一進入司令部營地，他們立即被逮捕，並以繩索捆綁。其中一個代表凃光明，是一個衝動的人，他是由大陸回來台灣，曾一度在蔣介石死對頭汪精衛之下做過事。此時，凃忽然破口大罵蔣介石和他所任命的陳儀。他便被帶離代表團，以鐵絲取代繩索捆綁起來，鐵絲並以老虎鉗旋緊，直到凃痛極慘叫。經過一夜苦刑之後，凃被槍殺了。
父親和其他代表隨後又被繩索捆綁，在頸後打結，士兵不停地用刺刀指向胸部。他們也等待著隨時被槍殺。但是，在隔天父親忽然被釋放回家。這是因為彭孟緝出面干預，表示仁慈說：「我們知道彭先生這個人是好人，我們沒有理由傷害他。」

父親精疲力竭地回到了家裡。他有二天沒有吃東西，心情粉碎，徹底幻滅了。從此，他再也不參與中國的政治，或理會中國的公共事務了。他所嚐到的是一個被出賣的理想主義者的悲痛。到了這個地步，他甚至揚言為身上的華人血統感到可恥，希望子孫與外國人通婚，直到後代再也不能宣稱自己是華人。——彭明敏，《自由的滋味》
彭明敏在臺大時期，與同樣自日本帝國大學肄業的李登輝、楊鴻游成為密友（李登輝說彭與楊本來就是好朋友。戰後李登輝與彭明敏才認識，戰時李與彭兩人連名字都未聽過。楊鴻游曾擔任黨外台北市長高玉樹幕僚，擊敗黨內的周百鍊，但後來娶了周百鍊之女。楊鴻游後來成為著名的企業家，曾在香港辦銀行、臺灣開辦信用合作社，也是美國花旗銀行首位華籍總經理。）。:86當時三人每個禮拜都會吃一次飯。彭明敏回憶當論及時政時他談台獨，李登輝則批評糧食局長李連春以「肥料換穀」政策，剝削農民太甚，但似對一般政治較無興趣。畢業後，彭明敏出國留學後返臺任系主任，李登輝出任農復會技正，三個好友還是常聚餐。當1964年彭明敏「台灣人民自救宣言」被捕前夜，三人還在楊鴻游家吃飯。:86
1948年夏天，二二八事件發生後十六個月，彭明敏自臺大政治系畢業。據彭明敏回憶，當時他們除了磨練中文，並未學到什麼。然而，總算獲得南京政府所承認的中國學位了。:73

## 戰後初期

### 臺大政治系任教

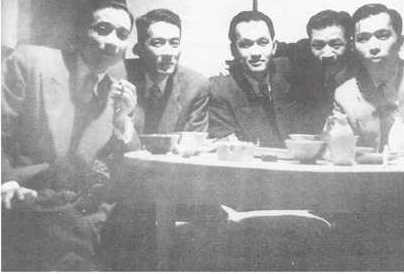
同任教於臺大的彭明敏(中)與憲法學者劉慶瑞(左一)等合影於1954年

彭明敏畢業於台大後，首先於第一商業銀行就職。黃朝琴因為在二二八事件與國民黨合作，而擔任該行董事長的酬勞。由於黃朝琴是彭清靠老友，他的妹妹又是陳金英好友。同時彭明敏亦獲臺大政治系聘任。在銀行工作一個月後，彭明敏發現他沒有興趣一生在銀行工作。因此自動辭職回到臺大擔任助教。:73-74彭明敏擔任助教不久，法學院來了新院長薩孟武。薩孟武畢業於三高和京都帝大，他對彭明敏及同為三高畢業的劉慶瑞相當器重。薩孟武鼓勵彭、高兩人發表學術論文，並幫他們逐字逐句修改漢文。一兩年內，大學的中國大陸籍同事已驚訝他們漢文差不多與大陸長大的「真正中國人」一樣好了，彭明敏歸功於薩孟武的耐心教導。薩卻一在公開說，只有在日本教育制度下，才能產生像他們這樣的年輕優秀學者。:77
1949年2月，彭明敏與出身士林的李純結婚。1950年3月，長子彭旼出生。
之後，彭明敏申請中央研究院的補助去出國深造，首先前往加拿大麥吉爾大學，彭明敏第一篇論文以法文討論太空的法律地位。在麥大第一年發表的三篇論文受到相當重視。並獲得前中研院院長胡適支持，獲得麥大第二年的獎學金。1953年取得法學碩士文憑。:85-86當時胡適來信表示如果彭明敏想到美國，他願意推薦彭到普林斯頓大學。經過考慮後，彭明敏決定前往法國留學，1954年，彭明敏自巴黎大學取得博士學位。:86-89在巴黎時期，好友劉慶瑞完成在明尼蘇達的學業來看他。:86彭明敏於這段期間的主要研究對象為太空法與國際法等範疇。回臺時與錢穆共艙，在基隆港看到蔣經國親自迎接他。:89
彭明敏回國後，與父母留在臺北一陣。但他們回到高雄後，父親的病情開始惡化。1955年5月，彭明敏接到電話與姊姊、二哥趕回高雄。當時父親仍有知覺，隨後在月中逝世。:92當時彭明敏在臺灣大學雖因學術成就受到高評價，但也受到一部分同事嫉妒。當他出國時是助教，離職三年家眷仍領全薪，使得有人不滿。:92彭明敏自法國回來後，未如一般教員由助教到講師，才升到副教授。1954年，彭明敏三十一歲時即以助教直接出任台大政治系副教授，也受到攻擊。甚至在立法院針對他的職位提出質詢。唯校長錢思亮始終支持他，院長薩孟武更盡力駁斥彭的批評者。甚至明言傳統的中國大學教育無法塑造如此年輕的學者。:92-93彭明敏也回憶他在下意識中發展出知識的傲慢，使年長的教授們感到不悅。:93三年後（1957年），彭明敏三十四歲時，升為教授，也是戰後大學最年輕的教授。:93當時彭明敏並未對實際政治產生興趣，仍只關心自己的事業：教書與著作。當時他開的國際公法是整個臺大最受歡迎的課程之一。直到1964年被捕時。:93
1956年，哈佛大學的季辛吉邀請彭明敏參加哈佛大學國際事務研究中心主辦的國際問題研究會，彭再次前往西方世界參加為期兩個月的討論會，並飛往巴黎以及拜訪瑞典朋友。:96-971958年，彭明敏以法文出版一本書。1960年，彭再度應季辛吉之邀，參加哈佛大學主辦、於東京舉行的國際問題研究會。同時受邀參加在美國西雅圖華盛頓大學舉行的「中美文化合作會議」代表之一，主席代表為胡適。當時彭明敏是四十多名由臺灣出發的學者中唯二的臺籍學者之一。當不滿的同事質疑彭時，胡適挺身為他辯護。彭明敏認為胡適是為了臺大的將來，認真考慮培養臺籍學者。在歡送會上，胡適並抓著彭明敏的手到蔣介石面前，成為彭與蔣第一次會面。:97在討論會中，遇到了國民黨政府派駐在聯合國的大使蔣廷黻突然提議研究如何改革國民黨政府，被尷尬的胡適制止。:98在東京時，彭明敏也看到組織新黨的雷震被捕的報導，包括彭明敏以前的學生傅正也被捕。彭在前往西雅圖前幾天，傅正前來看他。告訴彭說雷震的《自由中國》正受到國民黨特務日增的壓力，「隨時可能出事」。:100
在東京的時候，彭明敏接到臺北來的電報，通知他被聘任為國科會國家講座教授，可使受領人專心教書和研究，不必四處兼課。彭自東京回來後，就任「國家講座教授」，研究題目為「科技發展與國際法」。:100-101當時國民黨內較開明的人士答應召開一大規模的會議，藉以團結世界非共產的中國人。唯黨內頑固份子反對，蔣介石也不敢冒險召開，怕會出現對國民黨不利的批評。在折衷之下，由國民黨政府從海外華僑挑選一些代表，參加一種諮詢性會議，在陽明山舉行，即「陽明山會議」，彭明敏也獲邀參加。:1011961年，三十八歲時，出任台大政治系主任，:102是戰後台大最年輕的正教授與系主任。

### 聯合國大會中國代表團顧問
1961年，彭明敏獲任命為臺大政治系主任，系主任職務自8月1日開始。但彭明敏也說：「當官方對我愈表示信任時，正是我心裡對於整個政局的疑慮愈加深時。在政府裡面，想法似乎也分裂著。」:1069月開學前，校長錢思亮忽然派他的車子接彭到他的辦公室，說有緊急事商量。彭才知道他將被派任聯合國大會中國代表團的顧問，當天下午，外交部確認這項任命。:106
由於是臺籍人士首次獲得任命，彭明敏也受到外交部長沈昌煥召見。:107再前往國民黨中央黨部，與副秘書長唐縱及特務張炎元會面時，唐縱即要求彭調查在美國的臺灣獨立運動。張炎元要求彭去調查在美國的獨立運動，運用他的影響力，說服他們放棄運動。唯彭向唐縱指出，從事獨立運動的人們多在國外大學取得學位，是否能影響他們值得懷疑，甚至他們的父母對這類事情，恐也無影響力。:107離開中央黨部後，彭明敏發現國民黨想利用他，難道政府及大學幫助他的人也都處心積慮要利用他？彭到中研院向胡適拜訪時，胡適對他的任命似乎覺得很興奮和驕傲。在交談中，彭無意向他說到，這項任命或許不過是推出一個臺灣人妝點門面而已。當時胡對他的說法感覺有點震驚，反而使彭覺得歉疚。:107-108
前往紐約前，彭明敏到臺大醫院最後一次探訪劉慶瑞。劉慶瑞此時是臺大法學院副教授、憲法專家。他因鼻咽癌而頻臨死亡。他在入院前已在準備草擬一部臺灣憲法。這部憲法是為將來臺灣人獨立時所用。彭明敏到紐約十天後，劉慶瑞就逝世了。:108-109
到紐約後，彭住在帝國大廈附近一個旅館。在禮貌性拜會駐聯合國大使蔣廷黻後，彭明敏被分配到聯合國大會第六委員會工作，主管法律事務。:109在這次大會中，國民黨政府的處境特別複雜。蔣介石公開宣稱反對外蒙古加入聯合國（當時中華民國有否決權），蘇聯則威脅外蒙古的加入如被否決，它也將否決茅利塔尼亞的加入。因此美國對國民黨施加壓力。國民黨相當惱怒。此外有非洲國家因希望茅利塔尼亞加入聯合國，如其加入被否決，則會遷怒國民黨。影響他們對國民黨的中國代表權支持。:109-110在代表團與臺北當局往返磋商多回後，蔣介石最終讓步，使外蒙古加入聯合國而未行使否決權。蔣介石在世界面前丟了臉，要有人為此做代罪羔羊。蔣廷黻逃過此劫，而是駐華府大使葉公超被針對。彭明敏認為這與國民黨的宮廷鬥爭有關：外交部長沈昌煥與葉公超不合，在此事插了一腳。最後蔣介石召葉公超回臺，聽了葉的解釋後就叫他留在臺北，不用再去美國了。葉公超雖丟了大使職位，但因他是陳誠的人馬而留在內閣。但也從此受到特務監視，至此胡適與蔣介石的關係也越發冷淡了。:110
在紐約時，有台獨人士找了彭明敏，勸他找一個機會在聯合國大會中發言，突然戲劇性地提出台灣獨立的主張，並訴請聯合國採取行動，事後可向美國政府尋求政治庇護。彭明敏認為這種建議完全不切實際。他說他根本無機會在大會發言，而且也沒有作這種戲劇性行動的心理準備，客觀環境也未發展到能使這種激烈舉動發生實際效果的程度。:113
由於國民黨除了對維持聯合國內的席位以外，對於聯合國的其他事務興趣不大。所以代表權問題表決以後，代表團人員有的回國，有的出差到其他國家。彭明敏也在年底回到臺北。:113回到臺灣後，彭受到熱烈演講的邀請。也被邀到國民黨中央黨部報告，與十名左右的安全、情報人員見面。他們一再問彭明敏在美國臺灣人學生的立場，以及臺灣獨立運動的情形。彭坦率告訴他們海外學生的想法和主張，他們獨立的主張不是私人或個別的嗜好，而是對於國民黨政策的反應。彭並告訴他們，除非國民黨的基本政策改變，想要扭轉留學生的想法是悲觀的。:114此時彭明敏也經歷了胡適之死，錢思亮告訴他，給與彭經濟支持、完成麥大第二年的正是胡適。彭回憶「我失去了一位最諒解我而最不自私的前輩和支持者。」:115
1962年1月，彭明敏獲總統蔣介石於總統府召見。當時蔣介石只是以唐突語氣問他家裡如何、有什麼問題，彭的回答不斷被他「好！好！」打斷。十多分後他表示會面終了，彭站起來如指示鞠躬離開。:115-117不久，一些高級黨政官員訪問他。勸彭明敏加入國民黨，並暗示如果彭入黨，一定會獲得非常高階層的任命。然而彭對此事，完全未曾考慮。:117

### 獲選首屆中華民國十大傑出青年

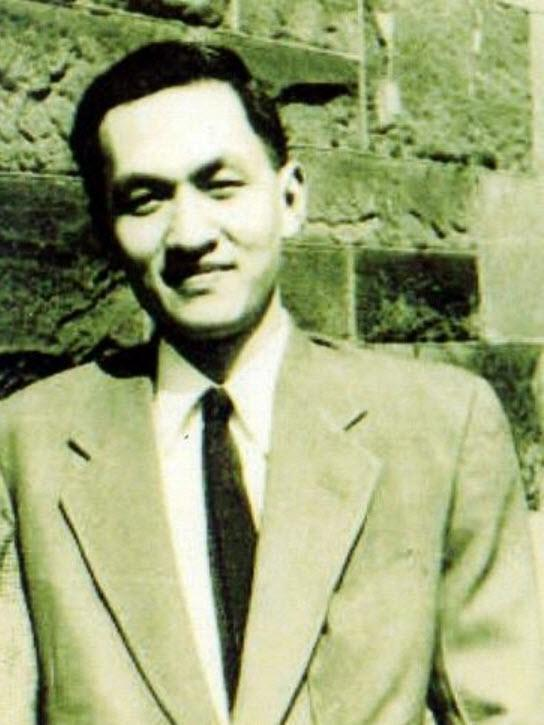
彭明敏任教時照片

1963年，臺灣的青年商會決定仿效美國，選出「十大傑出青年」。彭明敏於12月13日獲選首屆中華民國十大傑出青年。彭明敏直到公布獲選者之前二十四小時，才知道他也被獲選為十大傑出青年之一。彭雖覺自己已將近四十歲而尷尬，但要辭退已經太晚。廣播電臺和電視大肆宣傳，報紙也有連篇專訪。並有一項精心設計的正式頒獎典禮，在圓山飯店舉行。彭明敏應邀發表演說。:102
當時，蔣經國為青年救國團主任。他邀請十大傑出青年茶敘，照例拍團體照。然而彭明敏自認是超然、非政治性的純學者。他不願他的學生看到他與眾人所畏怖的特務頭目而又自稱「青年導師」的人公然在一起。因此彭寫了一封信請人送到蔣經國的辦公室，說明他有事在臺中，不能參加茶會。隔日（1963年12月19日），當全島報紙大登團體照時，彭明敏的缺席顯得太醒目。立刻有各式各樣的猜測，為什麼他要杯葛蔣經國的邀請？後來此事竟被列為彭明敏「反政府」的證據之一。:102-103
後來彭明敏逃亡後，在第一屆十大傑出青年的名單也被消失。如在第十四屆十大傑出青年手冊中，報導第一屆名單時也略去彭明敏的名字，出現第一屆十大傑出青年名單只有九人的現象。1989年，「中華民國十大傑出青年第廿七屆」頒獎時，選拔委員會曾有意邀請第一屆十大傑出青年出席頒獎典禮，一度因彭明敏在名單上消失而轟動一時。:335

## 「台灣自救運動宣言」事件與受監視

### 與謝聰敏、魏廷朝討論臺灣前途
彭明敏剛從海外回來，受到黨政官員駐目。與校外的接觸也逐步發展起來。當時除了臺大和其他學校學生，偶爾也有市議員和地方政治人物來彭的房子與他談話。:120此時彭明敏也與作家李敖相識，李敖回憶他在《傳統下的獨白》出版後，送了一本給彭。1963年12月10日，彭透過郭鑫生相約，在臺北致美樓請李吃飯，成為兩人第一次見面。李在吃飯前並發表了彭的〈泛非思想的感情因素〉在《文星》雜誌。當時離「彭案」發生還有十個月。:249-250彭明敏並且受到美國大使館關心。
彭明敏也闡述了他最原始的觀點：
沒有人相信「反攻大陸」。大家都認為，政府揚言代表中國是荒唐的，蔣介石對新疆、外蒙古和西藏的主張也是荒謬的；對沖繩和琉球群島企圖作類似的宣稱，更可笑的。我們感覺更嚴重的是政府對台灣本身所做的不切實際的宣稱：它代表中國和「自由世界」，以及島上人民一致支持「光復大陸」。雖然沒有公開談論「獨立」，但是大家都認為：政府如果堅持其立場和政策，它有一天必會從聯合國被驅逐出來；所以，最基本的問題是改革和重組，藉以創建一個與現實切合的政府。——彭明敏，《自由的滋味》
1962年，彭明敏向臺南神學院學生演講，當時這是臺灣唯一所有課程都使用臺灣話的學校，所以他用臺灣話演講，並大膽討論了臺灣人民自決的問題。:121有天，國民黨中央黨部副秘書長徐慶鐘來看他。徐奉命要辦一份日文雜誌：自由中國月刊，由國民黨出資，在日本發行。徐要彭向他推薦一個中、日文都好的人擔任編輯，彭遂推薦了這兩年常來他家的謝聰敏。謝聰敏因在劉慶瑞指導下而受彭的注意，當時謝在鳳山的陸軍官校任教，沒有知己。彭認為謝在臺北作編輯較符合他的性情，謝聰敏的朋友中還有一位客家年輕人魏廷朝，時任中央研究院研究助理。彭在與謝、魏的討論中，分析國民黨統治下的臺灣內外。認為要解決當前問題，必須重組政府，並全面改革。決定將他們的看法草擬一份剛要，分發給臺灣人和大陸人，即是《台灣自救運動宣言》。:121-124
《台灣自救運動宣言》，主要內容為「反攻大陸」是絕對不可能，並要求制定新憲法，建立責任政府，保障基本人權，實現真正民主，並以新國家身份加入聯合國。並總結不要國民黨極右的黨綱，也不要共產黨極左的教條。:128-129他們經過數個月的討論和推敲，最終同意最後的定稿。並決定在臺灣全島散發宣言，分給各界領導人、生意人、醫生、教師、各級民意代表、各層公務員、軍人等。:128-129

### 被捕
彭明敏等三人決定印製一萬份宣言，以郵寄方式將宣言寄給台灣各界領導者。他們認為油印是不切實際的，決定採印刷方式。由於三人不懂印刷技術，而且買一部印刷機在私人家裡也無法隱藏，因此決定找陋巷裡的印刷廠。:128謝聰敏準備一份假稿件，在宣言中提到國民黨的部分改成共產黨，表面上看起來是反共宣言，之後再植字回去。當時三人在萬華區的小旅館租了房間，當時這種房間是許多男人租來幽會之用，三人引起旅館老闆的懷疑。在印刷廠時當謝聰敏將排字版按好在印刷機上，走出接上等魏廷朝時。遭到老闆盜印一份，看了內容後隨即不願印。:130-131三人緊急商量下，在印刷廠老闆不知他們身分下，請人暗中警告他。由於該廠沒有執照，又常印黃色書刊，往上報一定會有麻煩。不料這位老板將盜印的那份宣言拿去報警，因此全島特務和警察都接到通知，有人要印「反政府」傳單。:131當謝聰敏在赤峰街找到願意接受生意的印刷廠，:132印好一萬份後，三人於1964年9月20日被捕。
彭明敏等三人被捕後，在警察局接受偵訊後。被送往警備總部在北門的安全單位：西本願寺。:139彭明敏在中被不眠不休審問七十二個小時以上，大約每兩個小時，就有另一批人進來審問。當時安全單位懷疑這是大規模案件，並懷疑三人背後有美國政府支持，由於他們在宣言中誇口他們有普遍支持，有個擴大中的秘密組織。反而使安全單位要他們說出細節。他們又懷疑文章寫得太好了，一定有大陸籍人士參與其中，他們至少懷疑彭的兩個朋友：臺大哲學系教授殷海光以及作家李敖。但彭在回憶指出這根本是冤枉。:141-142
彭明敏被秘密逮捕時，蔣介石還未得知消息。9月下旬的教師節，蔣介石還照例邀請教授學者與他吃晚餐。當他發現彭未在宴會時，還問錢思亮彭在哪裡？錢不敢將此消息告訴蔣，只好支吾以對。當蔣得知彭被捕的消息及原因時，大為震怒。:145謝聰敏和魏廷朝被拘押時，有時被摑掌或抓脖子，要求他們說出他們不知道的陰謀。:146由於彭除了大學外，也曾應邀參加國際會議，原本警總一直宣稱不知彭的下落。但在《紐約時報》記者說他有證據證明彭已被逮捕，如果警總不發布，美國報紙將予以揭發。最後警總才在他們被捕一個月又四天後，發佈簡短聲明，說他們三人「因從事破壞活動」而被捕。:146-147國民黨當局並在大學及各個管道開始醜化彭明敏三人。:148-149而在他們被捕時，仍有一部分宣言流傳海外，在正式起訴書中提到只有九千八百多份宣言，但他們確實印了一萬份。有份傳單流入某民意代表之手，他把複本給一位日本在臺北大使館的外交官，結果宣言也在海外流傳。:149

### 「特赦」與被監視
1965年2月三人被正式起訴，4月2日審判，彭明敏被判八年有期徒刑。謝聰敏十年，魏廷朝八年。:173彭案的爆發也引起海外臺獨運動的注意與救援，日本的臺灣青年社隨即發出大量英文信至各國大使館及聯合國要求救援，得到美國副總統韓福瑞的回信，表達他對「彭案」的關心。:229另一方面，與彭明敏有學術淵源的北美洲，則由加拿大臺獨運動組成的「台灣住民自決聯盟」，順勢改名為「加拿大人權委員會」，全面對彭明敏展開救援行動。最後國際法理學家委員會於彭案開調查庭時，願意派人出席關切；而國際特赦組織（AI）總部則將彭明敏列為年度的「良心犯」，鎖定為其國際營救的重點對象。:229-230由於國際特赦組織等國際團體的奧援及美國方面的施壓，迫使蔣介石雖駁回彭明敏的上訴，但於11月3日特赦彭明敏，當局將彭明敏釋放的時間故意安排在晚上九點四十五分，使這個消息趕不上晚報出報。又能趕上晚間最後的新聞播報，那時彭已回到家裡，門口不會有歡迎的人群了。:180
隨後彭明敏開始受到臺灣大學的同事疏離，學生也矢口否認與他有關。:184只有少數人仍敢來看他。李敖是其中之一，李敖回憶當時他被蔣介石下密諭將他和陸嘯釗趕出《文星》，李去作生意需要在銀行開甲種戶，領取支票，李請蕭孟能幫忙，蕭不肯。彭知道後請他大哥彭明輝暗中為他介紹，寫信給陸嘯釗請他與李到彰化銀行永樂分行開戶。後來李為生計賣書為活，彭也為他寫信向洋人兜售。:250後來彭遭特務跟蹤，拍照取証，連相機都被搶走，李得知後，乃和黃勝常用長鏡頭代為拍照，使彭大為高興。:251王昇曾帶來一位曾為共產黨員的高某來看他，建議彭在黨部的「大陸研究所」工作，薪水不錯並配有宿舍。想就近監視、又解決彭的生活問題，並使他不再跟學生接觸。遭到彭的拒絕。:184-185彭明敏的生活便受到特務的監控。他姊姊彭淑媛在的學校也遭到騷擾。1966年1月，彭明敏受到蔣經國召見。蔣經國問他有沒有什麼困難時，彭坦率回答他希望回臺大教書，蔣在尷尬下轉頭問李煥有沒有跟錢校長談過，李煥支吾說會跟他商量這件事。:188不久後，國民黨元老之一陶希聖也來接觸彭明敏，希望有人來反駁柯爾喬治所著的《被出賣的臺灣》一書，彭明敏曾讀過該書，假裝不知道陶希聖在說什麼，後來陶希聖透過彭明敏的律師梁肅戎，希望他成為「國際關係研究所」研究員，該所原本是國防部一部門，後來名義上脫離軍部，與國立政治大學聯繫，被視為蔣經國智囊團之一。彭明敏知道如果他接受聘書，就等於國民黨成功了，因此告訴所長吳俊才他無法接受。:190-191
1966年，彭明敏的案件由警備總部轉往調查局負責處理。調查局一個處長王淦透過李敖邀請彭吃飯，說要給他安排位置。彭明敏發現警備總部和調查局這兩個對立的組織，其人員和做法有顯著的不同。警總還有寧將軍保持直率、對文人學者尊敬；調查局的成員「大部分是國民黨中最糟糕的份子，這些替蔣介石幹骯髒勾當的特務，大多是詭詐、險惡、陰險、狡猾、不可信賴」:192-193除常來找他的王淦外，調查局長沈之岳也曾邀請彭與李敖吃飯。並鼓勵彭與李坦白，稱對政府的批評都可以說出來，才會有進步。然而彭在他的招待所已發現設有監聽設施，門口還有便衣人員。:193當時不管彭明敏走到哪裡，特務都會跟隨。有時他們會偽裝學生帶著筆記本跟彭上下公車。當彭帶著照相機，突然轉頭，假裝要拍他們照片，他們就會躲起來。有次彭假裝要照他們時，其中一個突然搶走彭的相機逃走，彭立刻打電話向王淦抗議，並向管區警察局報告搶劫。當天下午警局就通知「有人撿到」他的相機，此事就此不了了之。:196
彭明敏出獄後，也出現一些傾向臺灣獨立的青年與彭過從甚密，包括在1966年所成立的「全國青年團結促進會」便受過彭明敏的影響，在該組織的〈政治綱領〉即言「我們認為台灣不可能也不應該反攻大陸，應該一人一票重新建立一個民主國家，中央民意代表要全面改選，總統要民選，我們打算透過選舉組織政黨」。帶有《台灣自救運動宣言》的影子。:117然而彭對年輕人的影響力，也使當局忌諱。彭明敏回憶他出獄後隨著幾個月過去，開始較多人敢來看彭明敏。蘇東啟一名親戚吳文就，有天他帶來一人陳光英來彭宅。後來陳向彭說要去日本，回來後說他見到史明。還拿出小廣播器及二十萬日幣，說是史明要送給彭的。彭把日幣退還他。:1941967年3月，吳文就失蹤。後來彭的朋友陸續被捕。調查局在年底請彭到招待所，自稱是科長的特務開始指控彭與史明連絡。並威脅「我們不怕外國人，不要忘了我們隨時可以把你毀滅、把你殺掉，你要清楚這點。」彭明敏明白陳光英是調查局派來進入彭的圈子的特務，意圖將彭明敏與在日本的史明勾結。當這些朋友受軍事審判時，陳光英還親自出庭，為調查局作證。:197-200此舉被視為調查局意圖藉「全國青年團結促進會」案，對彭明敏設下圈套，作為特務製造除掉彭明敏的藉口:117
1968年，美國密西根大學也有意聘請彭明敏任教，但是因為國民黨政府阻撓而無法成行。

## 海外流亡歲月
彭明敏一些朋友與特務組織有私下聯繫，他們警告彭。現在彭已非常不安全，任何事情都可能發生：逮捕或「意外事故」。彭聽說安全單位已經決定，臺灣如果發生動亂，有三個人要立刻毀滅，一個是臺北市長高玉樹，一個是省議員郭雨新，第三個便是他。這三人在安全機關檔案中提到時，適用特別記號的，即三個同心圓。:208當時彭受到三班輪值的特務監視，妻子被跟蹤得更緊了。彭明敏感到朋友圈子越來越小，被捕的威脅不斷懸在頭上。王淦則持續來訪，顯示國民黨內的「開明份子」仍然要彭妥協，王淦不斷勸彭接受他的安排，說這樣一來既有工作，生活問題又可解決。對他生活不便的監視也可結束。「然而，相反的，我決心要逃亡。」:208-209
1969年，彭明敏開始計劃逃離台灣。當時彭明敏透過美國傳教士唐培禮聯繫，與日本臺獨運動人士宗像隆幸聯絡。在宗像隆幸製作假護照下，透過宗像隆幸的高中朋友阿部賢一專程來臺，在護照上換貼彭的照片，讓彭用假護照出境。當時入出境作業沒有電腦化，假護照不會很快被比對發現。之後阿部向日本總領事館申報遺失護照，取得新護照後於1971年1月17日抵達日本。於1970年1月逃至瑞典，他的成功出亡鼓舞了江炳興等人發動泰源事件。(陳唐山 （页面存档备份，存于）則說彭明敏逃離海外一事亦有受到台獨聯盟的協助，但彭本人並不認可此一說法。)
據宗像隆幸在《台灣獨立運動私記》所記，彭明敏在軟禁時期仍不時揭露國民黨統治下政治犯被捕的新聞。期間黃有仁透過報導發佈在《台灣青年》雜誌上，:144隨後宗像透過東大教授衞藤瀋吉訪臺與彭接觸，宗像與彭取得聯絡管道。:145-1461969年2月，自稱是彭使者的人士透露出彭有再度被投獄或遭暗殺的可能，在黃有仁與宗像討論下，由宗像秘密進行作業，製造假護照。並未對委員長辜寬敏報告，而黃有仁及許世楷只知道宗像在準備而已。:149-163當時唐培禮一度尋求美國總統尼克森的親信季辛吉尋求協助，然而收到的都只是美國國家安全會議給予的公式文章，日後他們才知當時季辛吉正在秘密策劃接近中國，不願插手彭的事。:153-156由於彭在長崎失去左臂，因此實行日期以可以穿大衣的冬季適宜。:155除了傳送照片修改外，彭明敏也開始續鬍，引起島內傳聞彭明敏發瘋了，:166但也因彭明敏開始常常長期足不出戶，騙過了特務人員。此外也準備了萬一彭逃亡失敗被捕後所發的聲明。:170-171
1970年1月2日，阿部賢一來臺。隨後彭明敏持阿部的護照離臺，由於轉機處香港及曼谷仍有許多國民黨特務，因此到1月4日晚間抵達斯德哥爾摩彭才寄給宗像「成功」的電報。:175-176隨後宗像透過侯榮邦向美、加、歐等地的臺獨組織報告彭逃出之事。:1751970年1月23日，臺獨聯盟日本本部委員長辜寬敏召開記者會，宣布彭明敏逃亡成功。:179但因為宗像採單獨作業，也使彭認為與台獨聯盟無關。:179
據彭明敏推測，國民黨高級官員一開始仍確定自己不在瑞典。因為根據他們的記錄、特務的報告。一直到彭逃亡的消息在瑞典發表那天，即他離家三個星期。彭明敏還不斷在臺灣旅行。根據特務的報告，這段期間彭明敏還住過最好的旅館，在最好的餐廳吃飯、還看電影。而證據則是特務以監視和跟蹤彭作理由所報銷的開支單。彭推測可能從1965年他被釋放後，監視他的特務和警察們，一直在呈繳虛偽的報告，偽造收據和帳單從中中飽。:220
調查局許多高級官員因此失去職位，王淦被革職。局長沈之岳「自請處分」，雖然他被放過，副局長則被革職。應該二十四小時堅守彭的特務們被關起來，調查局的監視主管—也很可能收取一些比例回扣的人們—都不能倖免。在調查局聖誕樹旁惡毒威脅彭的科長，變成被關的人中職位最高的，成為最高階層的代罪羔羊。被控壓迫彭明敏太厲害，才造成他的逃亡。:220-221第三處長牛澍坤被撤職後憂抑而死，臺北市調查處處長毛鍾新也跟著下台。:159
成功抵達斯德哥爾摩後，彭明敏受到國際特赦組織會員的歡迎。在向瑞典要求政治庇護、等待瑞典內閣批准期間，彭明敏搬到瑞典最富盛名的科學家Carl Gustaf Bernhard教授家，伯納是諾貝爾獎委員會的委員之一。:218透過國際特赦協會一位在斯德哥爾摩人類博物館的先生，彭明敏負責該館分類探險家斯文·赫定的相關資料，一個月後，瑞典政府正式批准彭的政治庇護。:224彭明敏在博物館工作約一個月。期間受邀訪問英國與瑞士。美國密西根大學也詢問彭是否能自1970年4月開始工作，當時已是二月。:233然而當申請簽證期間，發生兩位臺灣青年企圖刺殺蔣經國的事件，一度引起美國國務院躊躇。:234-2359月1日，彭明敏終於接到副領事打電話通知華盛頓批准他的簽證。:237
在國府阻撓下，1970年9月29日下午，彭明敏通過底特律海關，十年後首度再度進入美國。:241並轉赴美國密西根大學中國研究中心擔任研究員。
彭明敏抵達美國後，沒有斷絕與臺灣島內的聯繫。行政院人事行政局陳賢進於1970年11月、12月間將列為機密等級的行政院各部會處局職員，以及各機關人事機關職員名錄，透過李正一伺機轉給彭明敏，使海外臺獨能夠掌握國民黨政府的內部機密訊息。:352
1971年，彭明敏正式成立Formosan Studies（臺灣問題研究會），並決定於9月18日在紐約舉行「台灣民眾大會」。當時國府外交部要求駐紐約總領事「密洽當地工作小組商討對策發動愛國僑胞遏阻，並設法取得全部出席人員名單」，然而據統計出席大會者高達一千餘人，名單的事只能不了了之。:196
1972年，彭明敏出任台灣獨立建國聯盟主席，一年後辭職。
1973年，任美國俄亥俄州賴特州立大學客座教授。
1978年，彭明敏與郭雨新訪問巴西，同年出任台美協會的董事，並於次年《台灣關係法》的立法過程中在美國眾議院公聽會作證。
1982年，彭明敏與其他台籍美國人組成台灣人公共事務會，並且多次要求美國政府向國民黨政府施壓，要求國民黨政府解除長年的戒嚴令。
1986年，彭明敏出任台灣人公共事務會的會長一職，在海外坚持推行台灣獨立理念。1987年出席FAPA舉辦的「點燃民主聖火典禮」，參加認識包括黃信介、王桂榮、陳唐山、呂秀蓮等。同年12月連任FAPA會長，1989年3月總辭。

## 結束流亡返台
1988年1月，蔣經國逝世，彭明敏在臺大時期的好友李登輝繼任為首位臺灣人總統。1990年2月，當李登輝正在面對國民黨內保守勢力反噬所困時，彭明敏於紐約召開記者會，呼籲大家支持李登輝，讓他有機會推動理想，這個舉動不僅在國內引起注意，也在海外引起正反不同評價。:80-81面對部分反對人士對彭的不諒解，彭明敏仍公開為李登輝辯護，他堅持「現在在臺灣，除了李登輝，沒有選擇的餘地，李登輝的本錢是人民對他的肯定，不選他當總統，也沒有別人」。:80-81彭明敏當時獲李登輝私下傳來訊息「這個總統是任期內接下去做的，不是真正的總統，因此不能放手去做，一旦將來選出來時，即使是冒著生命危險也沒關係，一定要大力改革」，彭將此視為李登輝的自白承諾。:811990年3月，李登輝被國民大會選為第八屆總統後，彭判定臺灣的機會已經出現，遂從太平洋彼岸寫了一封信請人轉交給李登輝。當時李登輝接到這封信，一看是彭的來信，立刻收進口袋。:81-86在信中，彭明敏建議李登輝改變總統府形象，應對外開放。並以美國為例認為李應該利用電視直接訴諸民眾，表達自己理想與計劃，人民自然會清楚，也連帶會給立法院壓力。:88
李登輝贏得總統之位後，決定於6月28日召開體制外國是會議，廣邀朝野人士共商國政大計。5月19日，海外名單代表出爐，名單包括彭明敏、陳唐山、王桂榮、楊黃美幸、張富美等人。:370當時李登輝邀請的名單以臺獨色彩較不濃厚的FAPA成員為主，也被視為對海外臺獨區分為主要敵人與次要敵人。:370然而當時彭明敏仍是國民黨政府通緝在案的臺獨叛亂犯。1989年11月，李登輝就曾因彭明敏回臺一事，與行政院長李煥交換意見。只是李煥堅拒以違背司法程序的形式，讓彭明敏解除叛亂犯與通緝犯的身分，使得雙李不歡而散。:370最後在李登輝堅持下，高檢署願意通融，在彭明敏入境時，於中正機場管制區的貴賓室以特別方式偵訊，並隨即撤銷通緝。:370並派代表對彭遊說「解除是一個形式，回來是一定要回來，形式上會做一個」，然而彭明敏不願以罪犯身分回臺，且當時島內仍有因臺獨繫獄者，海外臺獨也對參加國是會議表示疑慮。:370彭明敏以表示「不能接受這種形式」為由而不願出席。；1991年6月4日台灣最高法院撤銷對彭明敏的通緝令後，彭明敏於1992年11月1日返台。:246
彭明敏自1992年回國後，直到1996年參加總統選舉，才在公辦政見會的後台與李登輝相遇。:89
1992年11月1日中午，在近百人簇擁下，彭明敏走出中正機場返回臺灣，結束23年流亡生涯。獲得近二千名接機者群眾高喊「臺灣出頭天」、「臺灣萬歲！」:343包括民進黨前主席黃信介、許信良皆到場接機，民進黨立委候選人更在機場排好迎接隊伍。光是許國泰的旗幟就有近百個，張俊宏也派出百人迎接隊伍。:343-344第二天，彭明敏前往臺大法學院演講，彭明敏希望返臺後第一場演講於臺大舉行，在謝聰敏向臺大法學基金會董事長林毓生接洽後，獲林毓生召集。11月3日，抵達高雄。受到民進黨高雄市黨部21砲禮炮的英雄式歡迎，吸引萬餘民眾。11月16日，民進黨臺中市黨部在太平國小舉辦「彭明敏博士回台歡迎會」，上千民眾聆聽演講。12月17日，前往胡適墓園追思。:347-351並且在民主進步黨的多次造勢場合中都引起全場的轟動。
1992年第二屆立委選舉，彭明敏普遍為民進黨候選人站台。12月19日，彭明敏與張燦鍙打破「王不見王」，出席「萬人餐會」造勢，在許信良及江鵬堅陪伴下合照，舉杯相敬。本次選舉結果，民進黨奪下有史以來在立法院的最高席次。加上在作票案勝利的黃信介，奪得51席。:351-352
1993年縣市長選舉，彭明敏跨海為澎湖縣長候選人高植澎助選。1994年臺北市長選舉，彭明敏為臺北市長候選人陳水扁助選，認為要選給有魄力的年輕人，才能改變臺北市政。
1994年，成立彭明敏文教基金會，出任董事長。

### 加入民進黨並參選1996年總統選舉
1995年2月28日彭明敏在辜寬敏等人的推薦下加入民進黨，:293並且於3月20日宣佈正式參選總統；1995年5月8日，民進黨開始接受黨內初選第一階段的登記參選。由彭明敏與黨外運動時期重要參與者許信良（美麗島系）、林義雄（與美麗島派相近，但無派系）以及尤清（福利國派）登記。6月12日，公布第一階段的幹部及黨員投票的開票結果。前兩名由彭明敏及許信良勝出。:123
9月25日，民進黨內第二階段初選結束。一般民眾投票結果，彭明敏獲17萬7477票、許信良為12萬9816票，總投票數約三十萬票。第一階段與第二階段合計之後的點數，彭明敏為40.88，許信良為36.12。彭明敏成為為民進黨提名候選人，並指定曾角逐臺北市市長初選失利的時任立法委員的謝長廷為副總統參選人，:125以「和平尊嚴、台灣總統」作為選舉號召。
1996年中華民國總統選舉，由於中共發射飛彈的影響，國民黨提名的李登輝支持度上升，最終成功連任，民進黨提名的彭明敏與謝長廷只得到21.4%的選票，為民進黨歷次得票最低的一次，黨主席施明德也因此辭職。
| 總統候選人 | 副總統候選人 | 黨派       | 總得票數  | 得票率 | 狀態 |
| ---------- | ------------ | ---------- | --------- | ------ | ---- |
| 李登輝     | 連戰         | 中國國民黨 | 5,813,699 | 54.0%  | 當選 |
| 彭明敏     | 謝長廷       | 民主進步黨 | 2,274,586 | 21.1%  |      |
| 林洋港     | 郝柏村       | 無黨籍     | 1,603,790 | 14.9%  |      |
| 陳履安     | 王清峰       | 無黨籍     | 1,074,044 | 9.98%  |      |

總統選戰中，外界有在彭明敏與李登輝關係上作文章，指彭明敏參選是雙方的默契。選舉過程中，彭明敏只對國民黨的政策進行批評，但絕不對李登輝作人身攻擊。為了這場選舉，彭明敏這輩子首度對外舉債兩千八百萬元。:89選後，李登輝曾差人秘密與彭明敏聯絡，多次請他出任總統府資政，彭明敏在幾番猶豫下，仍然決定婉拒在國民黨政府當「官」。直到臺灣政黨輪替後，彭明敏才受新任總統陳水扁之邀，出任總統府資政。:89

### 組成建國會
1996年4月，彭明敏成立建國會並自任會長，喊出「台灣要建國，不能寄望民進黨」。12月主辦「臺灣國家發展會議」
同年，出席建國黨建黨大會。
1997年，退出民進黨。:294
1998年9月18日，建立新國家陣線改組為新國家連線，彭明敏出任新國家連線榮譽會長。
1998年中華民國直轄市市長暨市議員選舉中，彭明敏支持新國家連線提名之立法委員候選人與台北市議員候選人。

### 出任總統府資政
2000年5月，彭明敏出任總統府資政。接任亞洲太平洋自由民主聯盟秘書長。
2001年，應捷克總統哈維爾之邀參加「公元兩千年論壇」。同年率團參加美國小布希總統的祈禱早餐會。
2004年，再次率團參加美國小布希總統的祈禱早餐會。
2007年，獲日本關西學院大學頒授名譽法學博士。

### 2008年以後
2008年10月8日，彭明敏與63年前救他的陳新賜在美濃重逢。
2011年4月9日，民進黨舉辦2012年總統大選黨內初選首場政見發表會，彭明敏是蘇貞昌邀請的貴賓之一。
2011年10月25日，台灣二二八關懷總會、台灣戒嚴時期政治受難者關懷協會、五十年代白色恐怖平反促進會與台北市高齡政治受難者協會共同成立「二二八暨白色恐怖受難者家屬挺小英後援會」支持民進黨主席兼2012年總統參選人蔡英文，彭明敏、史明、姚嘉文、黃昭堂、黃崑虎、吳樹民等台獨人士均到場。
2011年12月15日，臺灣公正選舉國際委員會（ICFET）舉行成立記者會，彭明敏擔任創會主席。
2013年9月15日，彭明敏評論九月政爭時表示，一個以民主選舉方式取得政權後變成的獨裁正循著德國納粹獨裁建立的模式在形成中，台灣民主所繫的憲法和法律的層層節制徹底被蹂躪；獨裁模式已完成，會不會達到像蔣介石能在判決書上批示「槍斃可也」的程度，就看台灣人民是否只是坐著搖搖頭而已。
2014年9月13日，台灣教授協會與彭明敏文教基金會共同主辦「台灣人民自救運動宣言」五十周年紀念學術研討會，彭明敏與三位太陽花學運學生吳崢、黃守達、張芷菱舉行跨世代座談。
2019年1月3日，在中共中央總書記習近平發佈「習五條」後，彭明敏、前總統府資政吳澧培、前中央研究院院長李遠哲與台灣基督長老教會牧師高俊明（合稱「臺獨四大天王」）於自由時報刊載公開信「致蔡總統的公開信－敬請不要參選連任」，建請總統蔡英文放棄連任、交出行政權、退居第二線。反蔡英文色彩鮮明的此動作，引發支持蔡英文連任的民進黨新生代（包括前面提到的黃守達）不滿，被外界認為是為2020年賴清德的總統大選鋪路。
2021年8月14日，政治評論家曹長青說，蔡英文上任總統已五年，之前當過民進黨主席多年，未曾探望新北市淡水區彭明敏住處。曹長青批評，「沒有彭明敏等一代人的奮鬥和犧牲，哪有民進黨執政的今天；沒有這些『染血染淚』奮鬥築成的台階，哪有蔡英文們『拾級而上』掌權的可能」。

## 逝世
彭明敏出身基督教長老宗的家庭，時常參與教會活動，但自己一直是不可知論者。晚年居於長年從事民主運動的好友、前無任所大使楊黃美幸在臺北市新北投提供的公寓大廈，於2022年3月3日與楊黃美幸一同正式受洗，由黃春生與盧俊義二位牧師一同施洗禮，成為濟南路長老會一員。
2022年4月8日清晨5時55分，彭明敏於和信治癌中心醫院逝世，享耆壽98歲。依照其遺願，不辦葬禮。4月15日於台北市舉行入殮告別禮拜、火化禮拜後，下午於鹽埕長老會鹽光墓園舉行安葬禮拜。

## 台獨主張
1996年，彭明敏代表民進黨參選中華民國第9任總統，基於國際公法於當時提出獨到的見解，認為台灣是日本投降美國後由國際法交由美國託管，中華民國佔領台灣在國際法上未必享有領有權，台灣地位不確定論因此產生。並成為日後台獨追隨者主張台灣不屬於中華民國的理論，也是「台獨精神導師」。
2020年1月2日，彭明敏在《自由時報》刊登〈台灣人民自救宣言續文〉，提出七項主張：
1. 台灣的獨立主權絕不可退讓。
2. 立刻召開「建國會議」，制定台灣新憲法、新國號、新國旗、新國歌，宣布成立新國家。
3. 全國教育皆以「認同台灣」為基礎。
4. 司法改革與轉型正義已經淪為空洞口號，必須重新出發。
5. 台海兩岸平等交流。
6. 公開明確表示台灣為美、日、歐民主陣營的一員，爭取民主國家的支持。
7. 以新國號、新國家名義重新申請加入聯合國，直到成功為止。[40]

## 其他
- 1964年，彭明敏寫了一本《國際法概要》，由三民書局出版。彭明敏逃亡後，三民書局雖未停止出版此書，卻把書中「作者彭明敏」改成「編著者：本書編輯部」，連書中內頁的「作者自序」署名的「彭明敏」三字也予以刪除。此外，在三民書局介紹書目，彭明敏所著的《國際法概要》成為作者欄空白的書。此事獲三民書局編輯部證實，當時基於「不方便」的考慮。[12]:333-334
- 彭明敏在軟禁期間，當時臺大的臺靜農教授住在彭家的對面。由於臺靜農在中國時期曾得罪當局坐過牢，來臺後許多學生造訪他家時，發現他家門前一天到晚都有便衣人員坐在車上東張西望，因此好奇問臺靜農：「老師，那些人是不是在監視你？」臺靜農大笑回答：「不！我對面住的是彭明敏！」[12]:150
- 彭明敏逃亡成功後，謝聰敏與魏廷朝、李敖也遭到特務跟蹤。1971年李敖與謝、魏被捕。當時軍法判決的罪狀，竟有「明知彭明敏有叛亂前科，其叛亂之念未泯，仍秘密與之交往」，並助其偷渡。[13]:251
- 彭明敏逃亡成功後，有次李敖與魏廷朝比較廖文毅返臺投降與彭明敏離臺出逃。魏廷朝妙答：「國民黨拉廖文毅回來，是拉回來一個會撒尿的；彭明敏走了，是跑了一個會拉屎的」。顯現彭明敏逃亡的舉足輕重。[41]而在美國的外交檔案顯示，雖然國民黨於1965年成功以威迫利誘，把廖文毅弄回臺灣。然而據國府外交部長魏道明對美國駐臺大使馬康衛說，彭明敏比廖文毅「更危險」。[42]
- 彭明敏逃亡成功後，李敖被調查局的處長王淦審訊，問李知不知道彭如何偷渡出去？李敖開玩笑回答：「我要是事先知道，早跟他一起走了，他非帶我走不可，不帶不行，否則我就『告密』！」。[41]
- 彭明敏逃亡成功後，關於他如何逃亡的手段一直引起外界猜測：除了一般所謂的「搭船偷渡」途徑，外界曾盛傳，這是美國中央情報局（CIA）的傑作，暗助他從當時有美軍駐紮的台中清泉崗空軍基地，搭乘美國軍機出境。甚至1972年美國總統尼克森的中國之行，中國總理周恩來還當面質疑美國協助彭明敏離開臺灣，使尼克森回應，美國政府與彭案無關。[43]
- 1996年總統選舉，當時彭明敏面臨到民調落後國民黨候選人李登輝的情況，1995年11月，當時民進黨內最具人氣的政治明星臺北市長陳水扁在對媒體分析總統選情時，也以「阿婆生子」來形容彭明敏當選機會低。引發黨內認為陳水扁「失言」，[44]:110抨擊阿扁「向李登輝靠攏」的質疑。並引起國民黨及新黨借題發揮打擊彭明敏選情。[44]:171陳水扁方面評估此事極易被炒作，甚至影響到第三屆立委選舉選情，最後陳水扁於1995年11月12日親赴仁愛路彭明敏文教基金會登門向彭明敏致歉，一見面就以「彭總統」稱彭明敏，並稱「阿婆生子」的意思是要化不可能為可能，就像當年他選上臺北市長一樣。[44]:11彭明敏則笑著說陳市長太客氣，一切都已過去，並稱讚阿扁的風度值得肯定。[44]:111-112陳水扁為展現自己的助選誠意，喊出「要用生命為彭明敏助選」，在講台上，陳水扁更形容「自己現在看到電線桿都會鞠躬伸手」，凸顯自己的賣力程度。[44]:174
- 台灣作家李敏勇曾以彭明敏和李登輝二人為主題創作長篇小說《夢二途》，由九歌出版社出版。

## 榮譽

### 中華民國勳章獎章
- 二等卿雲勳章（于2008年5月13日在台北總統府頒授[45]）

### 褒揚令[46]
2022年8月14日，彭明敏文教基金會在台灣基督長老教會濟南教會舉辦「彭明敏教授百歲紀念禮拜」，總統蔡英文親自到場致意，並頒贈褒揚令，由長子彭旼代表接受，副總統賴清德、行政院長蘇貞昌、總統府資政黃崑虎、總統府國策顧問黃越綏、政務委員兼發言人羅秉成、立法委員莊瑞雄、前立法委員姚文智、台灣觀光協會前秘書長羅瓊雅、台北市議員阮昭雄以及衛生福利部前部長陳時中等也陪同致意。褒揚令全文為：

總統府前資政彭明敏，平徹洽聞，徇齊沖簡。少歲卒業國立臺灣大學政治系，繼負笈遊法，獲巴黎大學法學博士學位，鑽堅研微，淹貫暉采。遄歸執鞭母校，未幾洊升政治系主任，旋兼任聯合國代表團顧問，薰沐諄誨，桃李門牆。迭標揚基本人權保障，投身新憲法制定起草；暢申政治興革理念，撒播自由民主種子，衡慮困心，改柱張絃。復囿於時局奔赴海外，籌組臺灣人公共事務會，周傳自救運動宣言，籲請廢除戒嚴法令；眷注國家前途發展，揭示民族覺醒議題；躬己參預美國公聽會，力促通過臺灣關係法，審勢揆情，摩厲以需；至計折衝，卓出胸臆。嗣獲准返臺，擔任亞洲太平洋自由民主聯盟秘書長、財團法人彭明敏文教基金會董事長等職；曾膺選首屆十大傑出青年暨獲頒二等卿雲勳章等殊譽，雋才清稱，榮名風軌。綜其一生，盡瘁臺灣主權尊嚴守護，引領社會轉型正義思潮，孤懷丹衷，讜論翕然；弘聲志業，聿昭蓬島。遽聞眉壽遷化，悼惜彌殷，應予明令褒揚，用示軫念碩彥之至意。

總　　　統　蔡英文　　　　

行政院院長　蘇貞昌　　　　

## 著作
- 彭明敏，《平時國際公法》（台北：三民書局，1957）。
- 彭明敏，《國際法概要》（台北：三民書局，1966）。
- Peng, Ming-min. 1972. A Taste of Freedom: Memoirs of A Formosan Independence Leader. New York: Holt, Rinehart and Winston.
- 彭明敏，〈台灣國民主義的確立〉，《台獨季刊》1期（台灣獨立建國聯盟，1982），頁57-59。
- 彭明敏，《自由的滋味：彭明敏回憶錄》（臺灣出版社，1984）。
- 彭明敏，〈台灣將來政治制度的理想和課題〉，《台灣問題討論集─台灣現狀與台灣前途》（台北：前衛出版社，1995），頁329－343。
- 彭明敏、黃昭堂，《台灣の法的地位》（東京：東京大學出版會，1976）。
- 彭明敏、黃昭堂，蔡秋雄譯，《台灣在國際法上的地位》（台北：玉山社，1995）。
- 彭明敏文教基金會編，《彭明敏看台灣》（台北：遠流出版，1994）。
- 彭明敏，《逃亡》（台北：玉山社，2009）。
- 彭明敏，《寫給台灣的備忘錄：彭明敏教授文集》（台北：允晨文化，2017）。
- 彭明敏，《絕筆集》（台北：玉山社，2021）。

## 相關研究文獻
（按照作者姓氏漢語拼音順序排列）
- 陳柏軒，1996，權力的滋味：彭明敏。台北：生智文化。
- 陳福敏，1993，彭明敏事件，見李義虎主編，台灣十大政治案件，頁80-95。中國哈爾濱：黑龍江人民出版社。
- 李筱峰，1994，國家認同的轉向：以戰後台灣反對人士的十個個案為例，見中央研究院近代史研究所編，認同與國家：近代中西歷史的比較，頁323-62。台北：中央研究院近代史研究所。
- 柳金財，2002，台獨論述理論的建構：以史明、彭明敏、黃昭堂及陳隆志為中心的探討，見胡健國編，二十世紀台灣歷史與人物：第六屆中華民國史專題論文集。台北縣新店市：國史館。
- Shu, Wei-Der. 2005. Chapter Five: Case Study (1): The Process of National Identity Formation of Ming-min Peng. In Transforming National Identity in the Diaspora: An Identity Formation Approach to Biographies of Activists Affiliated with the Taiwan Independence Movement in the United States, 167-277. Ph.D. diss., Syracuse University.
- 陶五柳，1995，彭明敏旋風。台北：大村出版。
- 唐培禮（Milo L. Thornberr）著，賴秀如譯，2011，撲火飛蛾：一個美國傳教士親歷的台灣白色恐怖。台北：允晨文化。
- 吳叡人，1995，命運共同體的想像：自救宣言與戰後的台灣公民民族主義，見彭明敏文教基金會編，台灣自由主義的傳統與傳承。台北：彭明敏文教基金會。

## 外部連結
- 彭明敏文教基金會
- 《自由的滋味》(彭明敏回憶錄)網路版
- 彭明敏(Peng Ming-min) （页面存档备份，存于）在facebook的專頁
- 1996總統大選彭明敏第一次電視政見會 （页面存档备份，存于）
- 彭明敏謝長廷全國誓師大會 上 （页面存档备份，存于）
- 彭明敏謝長廷全國誓師大會 下 （页面存档备份，存于）